# Calephelis aymaran
Calephelis aymaran is een vlindersoort uit de familie van de prachtvlinders (Riodinidae), onderfamilie Riodininae.
Calephelis aymaran werd in 1971 beschreven door McAlpine.